# Paul Aaron
Paul Aaron (* 23. April 1943 in Hoosick Falls, New York, USA) ist ein kanadischer Regisseur und Filmproduzent.

## Leben
Paul Aarons Karriere als Regisseur startete zunächst am Broadway. So führte er Anfang 1970 Regie bei der Komödie Paris is out! am Brooks Atkinson Theatre. Es folgte 1971 am Broadhurst Theatre das Musical 70, Girls, 70 mit der Musik von John Kander. 1972 folgte die musikalische Revue That’s entertainment mit Musik von Aaron Schwartz (1900–1984). Nach einer längeren Pause am Broadway und der Produktion der beiden Filme A Different Story 1978 und A Force of One 1979 kehrte er 1981 mit A Talent for Murder am Biltmore Theatre nochmals an den Broadway zurück.
Aaron, gebürtiger US-Amerikaner, war als Ehemann von Patricia Taylor der Stiefvater von Keanu Reeves. Die beiden lernten sich 1970 in New York kennen, waren jedoch nur sechs Monate verheiratet. Während ihrer Ehe zog die Familie nach Toronto und Aaron nahm die kanadische Staatsbürgerschaft an. Später arbeitete er jedoch wieder in Hollywood.

## Filmografie
- 1978: A Different Story, deutsch als Beziehungsweise andersrum
- 1979: A Force of One, deutsch als Der Bulldozer
- 1983: Deadly Force, deutsch als Todesschwadron
- 1984: When She Says No (TV)
- 1985: Maxie
- 1987: Morgan Stewart’s Coming Home (als Alan Smithee)
- 1987: P.O.W. – Prisoner of War
- 1988: Save the Dog! (TV)